# Fiwi Dwipan
Fiwi Dwipan (sinh ngày 14 tháng 12 năm 1995, ở Medan) là một cầu thủ bóng đá người Indonesia hiện tại thi đấu ở vị trí tiền đạo cho Persiraja Banda Aceh ở Liga 2. Ở cấp độ quốc tế, anh thi đấu cho U-17 Indonesia và U-19 Indonesia. Anh cũng là thành viên của Quân đội Indonesia.

## Sự nghiệp
Ngày 4 tháng 4 năm 2014, anh ký hợp đồng với Pro Duta F.C.. Mùa giải 2017, anh thi đấu cho PSPS Pekanbaru, và có màn ra mắt ngày 24 tháng 7 năm 2017, khi PSPS Pekanbaru giành chiến thắng 2-1 trước 757 Kepri Jaya F.C.. Vào tháng 1 năm 2018, Persiraja Banda Aceh ký hợp đồng với anh và đồng đội ở PSPS Pekanbaru, Luis Irsandi.